# Alfons Haagdoren
Alfons Haagdoren (* 1. Juni 1943 in Overpelt) ist ein ehemaliger belgischer Fußballspieler.

## Sportlicher Werdegang
Haagdoren spielte zunächst für den Amateurklub KVV Overpelt-Fabriek in Lommel, ehe er 1965 vom in die 1. Division aufgestiegenen Racing White Bruxelles verpflichtet wurde. 1967 avancierte der Mittelfeldspieler zum Nationalspieler und gehörte im Laufe der Qualifikation zur Europameisterschaft 1968 mehrfach zum Kader der belgischen Nationalmannschaft. Am 8. Oktober des Jahres debütierte er beim 4:2-Auswärtserfolg gegen Polen, dies blieb jedoch trotz bis Frühjahr 1968 fortlaufender Nominierungen sein einziger Länderspieleinsatz.
1971 wechselte Haagdoren innerhalb der belgischen Meisterschaft zum VV St. Truiden. Trotz des Abstiegs in die 2. Division 1974 blieb er dem Klub bis 1977 treu. Anschließend kehrte er nach Lommel zurück, wo er für den Viertligisten SK Lommel spielte. Mit diesem gelang ihm 1981 der Aufstieg in die Drittklassigkeit, anschließend beendete er seine aktive Laufbahn und wechselte beim Klub ins Trainerteam. 1982 wurde er Cheftrainer, in seiner Debütsaison verpasste er als Vizemeister den Aufstieg in die 2. Division nur knapp.
Sein 1970 geborener Sohn Philip Haagdoren wurde ebenfalls Fußballspieler und bestritt ebenso ein Länderspiel für Belgien.